# 郷ひろみ全集/'72〜'85 DANDYISM
『郷ひろみ全集/’72〜’85 DANDYISM』（ごうひろみぜんしゅう・ナナニ・ハチゴー・ダンディズム）は、日本の歌手・郷ひろみが1985年11月21日にCBS・ソニーから発売した20枚目のベストアルバムである。

## 内容
前作『LABYRINTH』から約1ヶ月ぶり、ベストアルバムとしては前作『ベスト・コレクション』から約7ヶ月ぶりの作品。
今作は「ぼくのるすばん」を除く全シングルの表題曲と、「こんな静かな京都の夜を君に」を含んだオールタイム・ベストとなっている。

## 収録曲

### Disc 1
1. サファイア・ブルー
55thシングルの表題曲。
2. 愛のエンプティーペイジ
53rdシングルの表題曲。
3. 女してる?
54thシングルのカップリング曲。
4. CHARISMA
54thシングルの表題曲。
5. どこまでアバンチュール
両A面からなる52ndシングルの表題1曲目。
6. ケアレス・ウィスパー
両A面からなる52ndシングルの表題2曲目。
7. ヤクシニー
51stシングルの表題曲。アルバム初収録。
8. 2億4千万の瞳-エキゾチック・ジャパン-
50thシングルの表題曲。
9. シャトレ・アモーナ・ホテル
49thシングルの表題曲。
10. こんな静かな京都の夜を君に
17thベストアルバムの収録曲。
11. ほっといてくれ
48thシングルの表題曲。
12. 素敵にシンデレラ・コンプレックス
47thシングルの表題曲。
13. ロマンス
46thシングルの表題曲。
14. 美貌の都
45thシングルの表題曲。
15. 哀しみの黒い瞳
44thシングルの表題曲。

### Disc 2
1. 哀愁のカサブランカ
43rdシングルの表題曲。
2. 女であれ、男であれ
42ndシングルの表題曲。
3. 故郷は僕に微笑む
42ndシングルのカップリング曲。
4. 純情
41stシングルの表題曲。
5. 哀愁ヒーロー Part1・Part2
40thシングルの表題曲。
6. もういちど思春期
39thシングルの表題曲。
7. お嫁サンバ
38thシングルの表題曲。
8. 未完成
37thシングルの表題曲。
9. 若さのカタルシス
36thシングルの表題曲。
10. How many いい顔
35thシングルの表題曲。
11. タブー（禁じられた愛）
34thシングルの表題曲。
12. セクシー・ユー（モンロー・ウォーク）
33rdシングルの表題曲。
13. マイ レディー
32ndシングルの表題曲。
14. いつも心に太陽を
31stシングルの表題曲。
15. ナイヨ・ナイヨ・ナイト
30thシングルの表題曲。

### Disc 3
1. 地上の恋人
29thシングルの表題曲。
2. ハリウッド・スキャンダル
28thシングルの表題曲。
3. 林檎殺人事件
27thシングルの表題曲。
4. バイブレーション（胸から胸へ）
25thシングルの表題曲。
5. 禁猟区
24thシングルの表題曲。
6. 帰郷
両A面からなる23rdシングルの表題1曲目。
7. お化けのロック
両A面からなる23rdシングルの表題2曲目。
8. 洪水の前
22ndシングルの表題曲。
9. 悲しきメモリー
21stシングルの表題曲。
10. 真夜中のヒーロー
20thシングルの表題曲。
11. 寒い夜明け
19thシングルの表題曲。
12. あなたがいたから僕がいた
18thシングルの表題曲。
13. 20才の微熱
17thシングルの表題曲。
14. 恋の弱味
16thシングルの表題曲。
15. バイ・バイ・ベイビー
15thシングルの表題曲。

### Disc 4
1. 逢えるかもしれない
14thシングルの表題曲。
2. 誘われてフラメンコ
13thシングルの表題曲。
3. 花のように 鳥のように
12thシングルの表題曲。
4. わるい誘惑
11thシングルの表題曲。
5. よろしく哀愁
10thシングルの表題曲。
6. 君は特別
9thシングルの表題曲。
7. 花とみつばち
8thシングルの表題曲。
8. モナリザの秘密
7thシングルの表題曲。
9. 魅力のマーチ
6thシングルの表題曲。
10. 裸のビーナス
5thシングルの表題曲。
11. 愛への出発
4thシングルの表題曲。
12. 天使の詩
3rdシングルの表題曲。
13. 小さな体験
2ndシングルの表題曲。
14. 男の子女の子
1stシングルの表題曲。
15. HIROMIコレクション20
「小さな体験」「モナリザの秘密」「裸のビーナス」「男の子女の子」「花のように 鳥のように」「花とみつばち」「あなたがいたから僕がいた」「よろしく哀愁」「誘われてフラメンコ」「マイ レディ」「洪水の前」「林檎殺人事件」「ハリウッド・スキャンダル」「バイブレーション（胸から胸へ）」「悲しきメモリー」「タブー（禁じられた愛）」「How many いい顔」「禁猟区」「セクシー・ユー（モンロー・ウォーク）」「お嫁サンバ」の20曲からなるメドレー。